# Grenville (Nuevo México)
Grenville es una villa ubicada en el condado de Unión en el estado estadounidense de Nuevo México. En el Censo de 2010 tenía una población de 38 habitantes y una densidad de población de 23,55 personas por km².

## Geografía
Grenville se encuentra ubicada en las coordenadas 36°35′35″N 103°36′48″O / 36.59306, -103.61333. Según la Oficina del Censo de los Estados Unidos, Grenville tiene una superficie total de 1,61 km², de la cual 1,61 km² corresponden a tierra firme y (0%) 0 km² es agua.

## Demografía
Según el censo de 2010, había 38 personas residiendo en Grenville. La densidad de población era de 23,55 hab./km². De los 38 habitantes, Grenville estaba compuesto por el 94,74% blancos, el 0% eran afroamericanos, el 0% eran amerindios, el 0% eran asiáticos, el 0% eran isleños del Pacífico, el 5,26% eran de otras razas y el 0% pertenecían a dos o más razas. Del total de la población el 5,26% eran hispanos o latinos de cualquier raza.